# Amelita Baltar (album)
Amelita Baltar è un album in studio della omonima cantante argentina pubblicato nel 1975 dalla Ariola Records.

## Tracce
1. Preludio para el año 3001
2. Balada para mi muerte (Astor Piazzolla, Horacio Ferrer)
3. Balada para un loco (feat. Roberto Goyeneche) (Astor Piazzolla, Horacio Ferrer)
4. Vamos, Nina (Astor Piazzolla, Horacio Ferrer)
5. Las ciudades (Astor Piazzolla, Horacio Ferrer)
6. Los paraguas de Buenos Aires (Astor Piazzolla, Horacio Ferrer)
7. La primera Palabra (Astor Piazzolla)
8. No quiero otro (Astor Piazzolla)
9. Pequeña cancion para Matilde (Astor Piazzolla)
10. Violetas populares (Astor Piazzolla, Mario César Trejo)